# Herman Bavinck
Herman Bavinck (13 de dezembro de 1854, Hoogeveen, e Emmen – 29 de julho de 1921, Amsterdam) foi um holandês Reformado, teólogo e clérigo. Em 1906 ele se tornou membro da Academia Real das Artes e Ciências dos Países Baixos.

## Teologia

### Bavinck Doutrina da Revelação
Herman Bavinck e Karl Barth sentiram a questão aberta causada pela tendência subjetivista da doutrina da revelação de Friedrich Schleiermacher. Barth argumenta que Schleiermacher ignora a característica objetiva da revelação orientando a base da revelação para a consciência subjetiva e a experiência da fé. Para evadir este subjetivismo, ele tenta colocar os alicerces da revelação nas três formas da Palavra de Deus, que são reveladas de forma realista e dinâmica. Em contraste, Bavinck, profundamente preocupado com o problema do objetivismo e do subjetivismo na doutrina da revelação, emprega a doutrina de revelação de Schleiermacher a seu modo e considera a Bíblia como o padrão objetivo de seu trabalho teológico. Bavinck também enfatiza a importância da igreja, que forma a consciência e a experiência cristãs. Embora Bavinck e Barth tentem superar a fraqueza da doutrina da revelação de Schleiermacher, a doutrina eclesiológica de revelação de Bavinck supera-a com mais eficácia do que a compreensão realista de revelação de Barth.

## Publicações em português
- Dogmática Reformada [3] (publicado originalmente em holandês sob o título Gereformeerd Dogmatiek, 4 vols, 1895–1901), publicada em português pela Editora Cultura Cristã (2012)
- Teologia Sistemática (publicado originalmente em holandês sob o título Magnalia Dei, 1923), publicada em português pela Editora SOCEP (2001).
- Filosofia da Revelação (publicado originalmente em holandês sob o título Philosophie der Offenbarung. Vorlesungen, 1909), publicado em português pela Editora Monergismo (2019)
- A certeza da fé (publicado originalmente em holandês sob o título De zekerheid des geloofs, 1903), publicada em português pela Editora Monergismo (2018).
- A universalidade da igreja (publicado originalmente em holandês sob o título De Katholiciteit van Christendom en Kerk, 1888) publicada em português pela Editora Tssantana (2023).
- As Maravilhas de Deus, publicado pela Thomas Nelson (2021)[4]

## Trabalhos
- Herman Bavinck, sobre a Lei-Evangelho de Distinção e de Pregação
- A Lei Natural e os Dois Reinos no Pensamento de Herman Bavinck
- A Nossa Fé Racional (Tradução Em Chinês)
- Parafuso, João. 2015. Bavinck da Vida Cristã: Seguir a Jesus, no Serviço Fiel. Encruzilhada.
- 48